# Stropharia ambigua
Stropharia ambigua es un hongo basidiomiceto del género Stropharia, de la familia Strophariaceae.

## Características
La forma del sombrero (píleo) es convexa, puede medir hasta 15 centímetros de diámetro, su superficie es lisa y pegajosa, su color es amarillento, el estípite es cilíndrico, de color blanquecino y puede medir una altura de 18 centímetros.
Crece las zonas húmedas de los bosques de pinos en la costa del océano Pacífico de América del Norte.

## Comestibilidad
Stropharia ambigua es un hongo no comestible.